# 霧峰県
霧峰県（むほうけん）は1945年3月に重慶国民政府が策定した台湾接管計画綱要地方政制の中で定められた台湾の行政区画（二級県）の一つ。

## 沿革
台湾中部に位置した霧峰県は日本統治時代の大屯郡を改編したものであり、現在の台中市大里区、太平区、霧峰区、烏日区に相当する。1945年10月、台湾での軍政の責任者であった陳儀は台湾接管計画綱要地方政制の実施は現状にそぐわないとし一部の改編措置を見送った際、霧峰県の設置のも先送りにされた。
1950年に国共内戦に敗れた国民政府が遷台した際、台湾接管計画綱要地方政制は廃止され、それと同時に霧峰県設置の法的根拠も喪失し、実際に使用されることなく計画のまま消滅した。